# Edwin M. Stanton
Edwin McMasters Stanton, född 19 december 1814 i Steubenville i Ohio, död 24 december 1869 i Washington DC, var en amerikansk politiker och jurist.
Stantons far var läkare och till religionen kväkare. Stanton inledde sin karriär som jurist i Ohio och som politiker gick han med i det demokratiska partiet och hörde till partiets slaverimotståndare.
1860-1861 tjänstgjorde han som USA:s justitieminister under president James Buchanan. Det var under den tid då Buchanan var lame duck, det vill säga att hans efterträdare Abraham Lincoln redan var utsedd. Historikerna har beskrivit Stanton som den som övertygade Buchanan om att sydstaternas utträde ur USA var grundlagsvidrigt.
Han var politisk motståndare till Abraham Lincoln och kallade republikanernas vinnande presidentkandidat original gorilla. På grund av amerikanska inbördeskriget gick Stanton ändå med på att vara krigsministerns juridiska rådgivare. 15 januari 1862 tillträdde han själv som krigsminister och sade att han gjorde det för att 'rädda landet'. Han var USA:s krigsminister under nästan hela inbördeskriget och under de första åren av rekonstruktionstiden, då han tjänstgjorde under president Andrew Johnson.
Förhållandet mellan presidenten Johnson och krigsministern Stanton var mycket dåligt. När Stanton slutligen avskedades 1868, ställdes presidenten inför riksrätt, eftersom avskedandet ansågs strida mot lagen Tenure of Office Act, som kongressen hade stiftat året före trots presidentens veto i syfte att hindra presidenten från att avskeda sina ministrar. USA:s senat fungerade som riksrätt och presidenten befriades med en rösts marginal. Då hade Stanton inget annat alternativ än att slutgiltigt lämna krigsministerämbetet. Tenure of Office Act var gällande lag i USA för en period av 20 år.
1869 utnämnde president Ulysses S. Grant Stanton till USA:s högsta domstol. Han avled dock fyra dagar efter att utnämningen hade bekräftats av senaten och innan han hade hunnit tillträda sitt ämbete som domare i högsta domstolen.